# Aeroportul Uberlândia
Aeroportul Uberlândia (IATA: UDI, ICAO: SBUL) este un aeroport din Uberlândia, Minas Gerais, Brazilia ce deservește zona Uberlândia. Aeroportul a fost tranzitat în 2022 de 818.039 de pasageri. A fost numit după zona deservită.
Situat la o altitudine de 943 m, aeroportul dispune de 1 pistă. Este operat de Infraero⁠(d).

## Infrastructură

### Piste
Aeroportul dispune de o singură pistă. Pista 4/22 are suprafața de asfalt și dimensiunile 2.100 m × 45 m. 